# Mîronivka, Șostka
Mîronivka (în ucraineană Миронівка) este localitatea de reședință a comunei Mîronivka din raionul Șostka, regiunea Sumî, Ucraina.

## Demografie
Componența lingvistică a localității Mîronivka
     Ucraineană (91,76%)
     Rusă (8,24%)
Conform recensământului din 2001, majoritatea populației localității Mîronivka era vorbitoare de ucraineană (91,76%), existând în minoritate și vorbitori de rusă (8,24%).